# バス規制緩和 (英国)
イギリスにおけるバス規制緩和は保守党のサッチャー政権の下、1985年運輸法に基づき行われた。

## 歴史

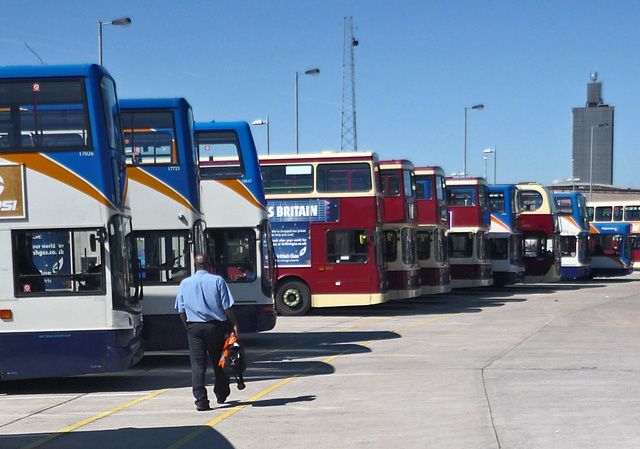
ハル・パラゴン・インターチェンジ（英語版）（キングストン・アポン・ハル）（2009年5月）

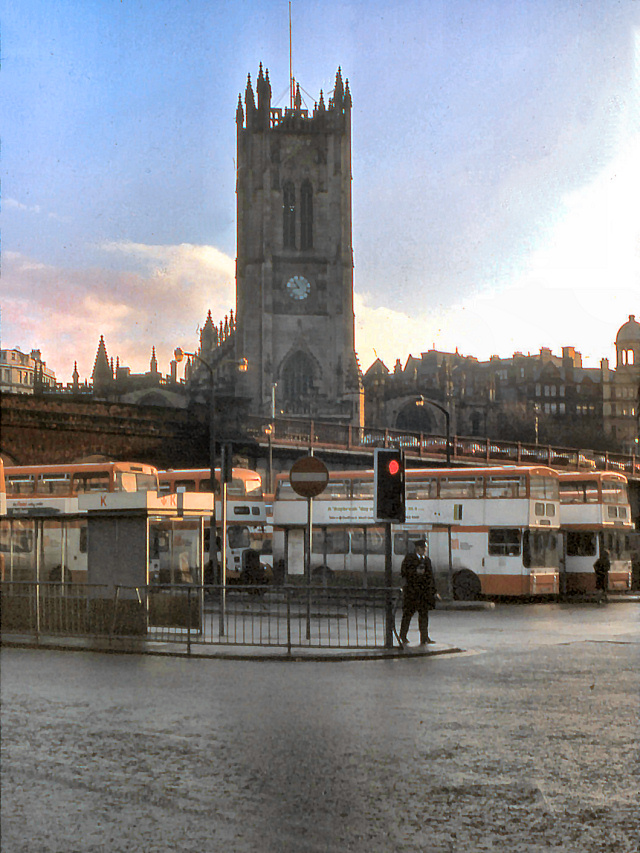
マンチェスター・ヴィクトリア駅（1978年12月）

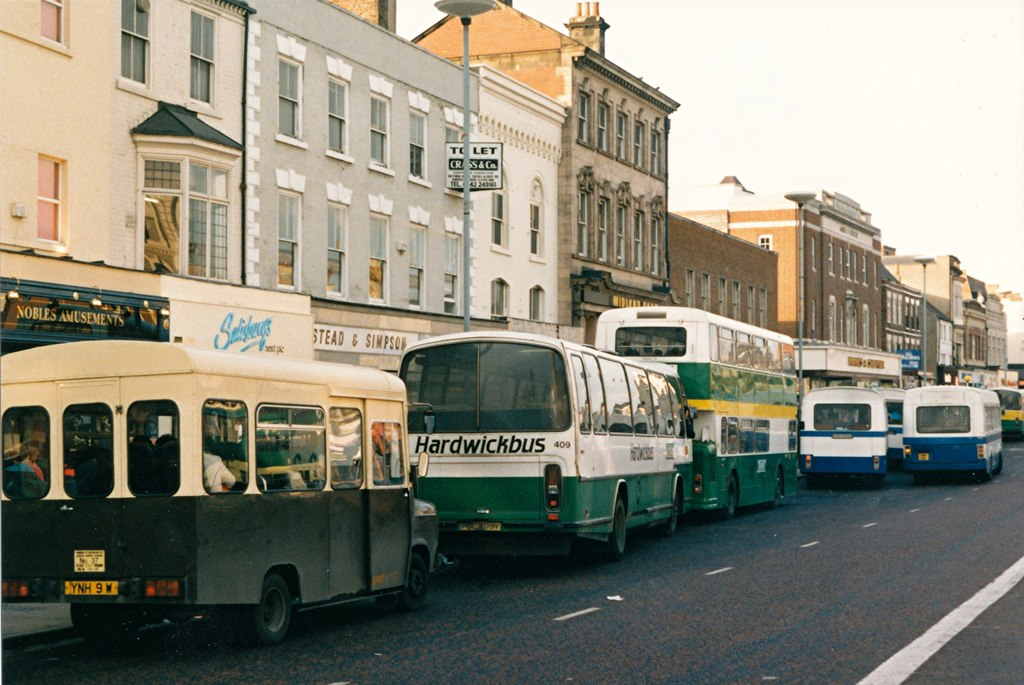
ストックトン・オン・ティーズ（1988年2月）

1980年代前半には、イギリスのバス網の大半が国営のナショナル・バス・カンパニーをはじめとする公営企業によって運行されており、厳しい規制により競争の発生余地は存在しなかった。
サッチャー政権はバス産業についての白書を公開し、その結果として1985年運輸法が制定された。この法律は1986年10月26日に施行され、イングランド、スコットランド、ウェールズでバス規制緩和が行われた。なお、ロンドンについては1985年運輸法の対象外であり、1989年4月に分割の上、1994年から1995年にかけて民営化された。
1985年運輸法では、路線毎の運行認可を撤廃し、バスの運行資格を持つ事業者は実施日の56日以上前に運輸委員に届け出るだけでバス路線の新設・廃止・変更をすることが可能になった。これにより、1930年代以来初めてバスに競争が導入された。
規制緩和が行われてすぐに、既存の事業者はその収益率の最も高い路線に新規事業者や他地域の既存事業者が参入し、競争にさらされた。公営事業者も収益増のため他地域のバス事業に参入し、また、参入された側は多くの場合競合事業者の本拠地に展開し巻き返しを図った。競争の主な手段として、運賃の値下げや増便などが行われた。
1985年運輸法では国営のナショナル・バス・カンパニーの民営化も規定された。同社は70社に分割したうえで売却され、その最初の例はナショナル・コーチ・ホリデーズのシアリングスへの売却であった。マネジメント・バイアウトが行われた会社も多く、うち24社はESOPを導入した。しかし、これらはしばらくするとアリーヴァ、ファースト、ゴー・アヘッド、ナショナル・エクスプレス、ステージコーチ・グループなどの交通事業者によって買収された。
公営のバス事業に関しては、民営化は強制されなかったものの自治体から独立して運営する（アームズ・レンス）ことが求められた。

## 影響

### バス戦争
激しい競争が「バス戦争（英語: bus war）」と呼ばれるものにつながることがあり、そういった場合安全でない、あるいは悪徳な方法の排除のために規制当局の介入が必要になることが存在する。
こういった最初の例は1998年に発生し、サザン・ヴェクティスが公正取引局からニューポート・バス・ステーション（英語版）への他社の乗り入れを禁止しないよう命令を受けた。また、ライバル事業者の駆逐のためだけに増便をしないようにとの注意も行われた。
2000年には競合事業者から乗客を奪うため、ステージコーチ・マンチェスターがバス検査官を雇用していたことが判明した。
2004年から2005年にかけてはカーディフ・バスが競合する2 Travelを倒すことを目的として略奪的な手法を用いたことが明らかになった。
2006年から2007年にかけてはマンチェスターのウィルムスロー・ロード・バス回廊と192号線（英語版）においてステージコーチ・マンチェスターとUK North社（英語版）との間でバス戦争が発生した。UK North社は安全を軽視した手法を取っていたことが明らかになり、2人が逮捕されている。
2009年11月には競争委員会がステージコーチに対し、プレストン・バスの買収により地域の競争環境に影響を与えたとして売却を命じた。
2011年にはウェザービーにおいてコネクションズとトランスデフ・イン・ハロゲートの間でバス戦争が発生している。

### 所有
公営のバス事業者は12事業者（一覧英語版）にとどまり、最大のものはエディンバラのロージアン・バスズである。
2010年現在、アリーヴァ、ファースト、ゴー・アヘッド、ナショナル・エクスプレス、ステージコーチ・グループの5社が約70％のシェアを持っている。ドイツ鉄道傘下となったアリーヴァを含め、アベリオ、コンフォートデルグロ、トランスデフ、ヴェオリア・トランスポールなどのイギリス国外の交通事業者は2010年時点で24％のバス事業者を所有していた。この後、パリ交通営団やトランジット・システムズが参入しており、国外の事業者のシェアは増加している。